# Ezio Pinza
Ezio Pinza (18. května 1892 – 9. května 1957) byl světoznámý italský operní zpěvák (bas).

## Kariéra
Narodil se v Římě a studoval na konzervatoři v Boloni. Ve 20. létech zpíval na přední italské operní scéně La Scala jako basový sólista. Jeho další kariéra pak byla spjata s New Yorkem: účinkoval po 22 sezón v Metropolitní opeře, kde celkem odehrál 750 představení 50 různých oper. Byl často obsazován do Mozartovských rolí jako Don Giovanni, Sarastro či Figaro, známé je také jeho ztvárnění titulní role v Musorgského opeře Boris Godunov.
V Americe byl velmi oblíbený a po ukončení operní kariéry začal účinkovat na Broadwayi v populárně-hudebních muzikálech, za což dostal roku 1950 cenu Tony.

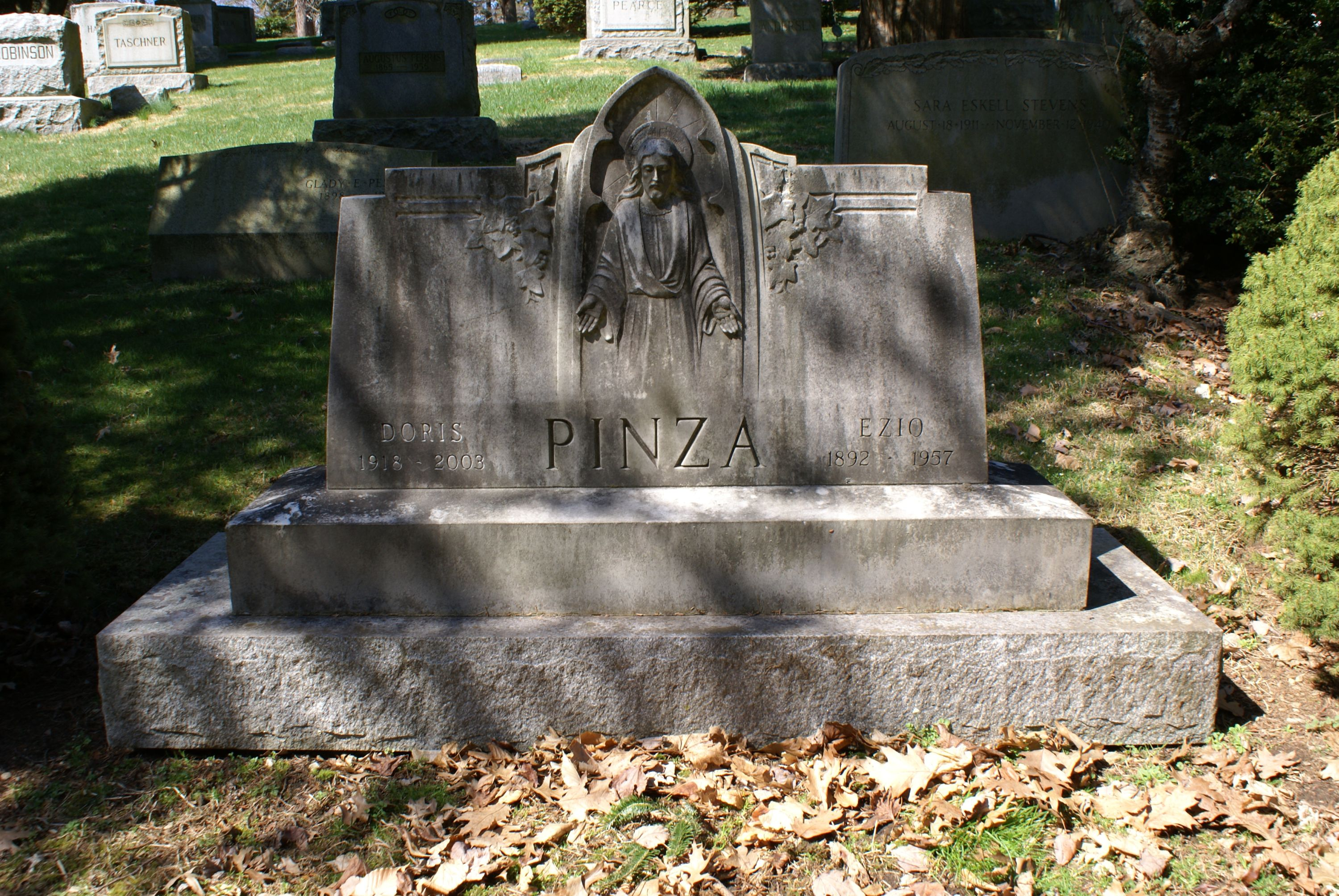
hrob Ezia Pinza